# 일본짧은꼬리박쥐
일본짧은꼬리박쥐(Eptesicus japonensis)는 애기박쥐과에 속하는 박쥐의 일종이다. 일본의 토착종으로 일본 알프스 북부 지역 산기슭과 지치부시 산악 지역, 오제 국립공원에서 발견되며, 주로 해발 700m 이상의 고도에서 서식한다.

## 특징
일본짧은꼬리박쥐의 몸길이는 58~68mm로 작은 박쥐이다. 전완장은 38~41.5mm, 꼬리 길이는 35~43mm, 발 길이는 8.7~11.5mm, 귀 길이는 13~16.5mm이다. 털은 짧고 부드럽고 윤기가 나며, 등쪽은 어두운 거무스름한 갈색을 복부는 노란색이 감도는 갈색을 띠고, 황금색 갈색 목덜미가 귀 뒷쪽부터 가슴까지 이어진다.